# 上海青浦工业园区
上海青浦工业园区是位於中華人民共和國上海市青浦區的一個工业开发区，成立於1995年11月25日，2003年，規劃面積從16.16平方公里擴大至56.2平方公里。園區內有日立电梯、腾讯云计算等企業。

## 外部連結
- 官方网站